# ウリヤノフスク・バラタエフカ空港
ウリヤノフスク・バラタエフカ空港（ロシア語: Аэропорт Ульяновск-Баратаевка）(IATA: ULV, ICAO: UWLL)はロシア連邦ウリヤノフスク州ウリヤノフスクの9キロメートル南西に位置する空港。ウリヤノフスク中央空港ともよばれる。
冷戦終了までOVTAP（独立軍用輸送航空連隊）が存在しており、Il-76およびAn-22などの輸送機が配備されていた。
ウリヤノフスク地域における企業投資増加に伴う需要増加に応えるべく、ターミナルの改築工事が行われた。
ウリヤノフスク民間航空史博物館が空港の近くにあり、超音速旅客機Tu-144（機体記号:СССР-77110）などが展示されている。

## 就航路線
| 航空会社                   | 就航地                                                                   |
| -------------------------- | ------------------------------------------------------------------------ |
| アエロフロート・ロシア航空 | シェレメーチエヴォ国際空港（モスクワ）                                   |
| ロシア航空                 | シェレメーチエヴォ国際空港（モスクワ）                                   |
| S7航空                     | トルマチョーヴォ空港（ノボシビルスク）                                   |
| ノードウィンド航空         | ソチ国際空港（ソチ）                                                     |
| ポベーダ                   | ヴヌーコヴォ国際空港（モスクワ）、プルコヴォ空港（サンクトペテルブルク） |